# Gérard Philipe
Gérard Philipe, właśc. Gérard Albert Philip (ur. 4 grudnia 1922 w Cannes, zm. 25 listopada 1959 w Paryżu) – francuski aktor teatralny i filmowy. W latach 1944–1959 wystąpił w 34 filmach fabularnych.

## Życiorys
Urodził się na południu Francji, tuż przy granicy z Włochami. Uczył się w szkole średniej u księży marianów w Cannes. W 1941 zadebiutował na scenie w Nicei, w dramacie Alberta Camusa Kaligula. Reżyser filmowy Marc Allégret odkrył jego talent aktorski i umożliwił mu studia w szkole aktorskiej w Cannes, a następnie od 1943 w Conservatoire national supérieur d’art dramatique (Konserwatorium Sztuki Dramatycznej) w Paryżu. W 1944 brał udział w walkach o wyzwolenie Paryża w szeregach Résistance – mimo sprzeciwu ojca, niemieckiego kolaboranta, którego po wojnie aresztowano i tylko ucieczka do Hiszpanii uratowała go przed skazaniem.
Po kilku drobnych rolach filmowych odniósł w 1947 sukces w filmie reż. Claude Autant-Lara Diabeł wcielony. W 1951 został zaangażowany do Théâtre National Populaire (TNP) Jeana Vilara w Paryżu (w zespole tego teatru w 1954 występował w Warszawie (Teatr Narodowy i sportowa Hala Gwardii), Krakowie (Teatr im. Juliusza Słowackiego) i Katowicach (d. Teatr Polski).  Największym sukcesem filmowym okazał się nakręcony w 1952 Fanfan Tulipan (reż. Christian-Jaque) z udziałem Giny Lollobrigidy.

## Życie prywatne
Jego ojciec Marcel Philip był adwokatem. Sam dodał „e” na końcu nazwiska wierząc, że to przyniesie mu szczęście.
W 1951 ożenił się z aktorką i pisarką Nicole Fourcade (1917–1990), z którą miał dwoje dzieci, córkę Annę-Marię i syna Oliviera.
Zmarł na raka wątroby w wieku 37 lat. Pochowany w kostiumie Cyda z dramatu Corneille’a na cmentarzu w miasteczku Ramatuelle k. Saint-Tropez.

## Spektaklografia
- 1951 –  Cyd (Le Cid) Pierre'a Corneille'a
- 1954 –  Ryszard II (Richard II) Williama Shakespeare
- 1954 – Ruy Blas Victora Hugo

## Filmografia
- 1943 – Dziewczęta z kwiatowego wybrzeża (Les petites du quai aux fleurs), reż. Marc Allégret
- 1946 – Idiota (L'idiot), reż. Georges Lampin
- 1947 – Diabeł wcielony (Le diable au corps), reż. Claude Autant-Lara
- 1948 – Pustelnia parmeńska (La chartreuse de Parme), reż. Christian-Jaque
- 1949 – Mała urocza plaża (Une si jolie petite plage), reż. Yves Allégret
- 1950 – Urok szatana (La beauté du diable), reż. René Clair
- 1950 – Rondo (La ronde), reż. Max Ophüls
- 1952 – Fanfan Tulipan (Fanfan la Tulipe), reż. Christian-Jaque
- 1952 – Piękności nocy (Les belles de nuit), reż. René Clair
- 1953 – Gdyby Wersal mógł mi opowiedzieć (Si Versailles m'était conté...), reż. Sacha Guitry
- 1954 – Czerwone i czarne (Le rouge et le noir), reż. Claude Autant-Lara
- 1954 – Pan Ripois (Monsieur Ripois), reż René Clément
- 1955 – Wielkie manewry (Les grandes manœuvres), reż. René Clair
- 1955 – Gdyby Paryż mi to opowiedział (Si Paris nous était conté), reż. Sacha Guitry
- 1956 – Przygody Dyla Sowizdrzała (Aventures de Till L'Espiégle), reż. Joris Ivens
- 1957 – Montparnasse 1919 (Montparnesse 19), reż. Jacques Becker
- 1958 – Gracz (Le Joueur), reż. Claude Autant-Lara
- 1959 – Niebezpieczne związki, 1960 (Les Liaisons dangereuses 1960), reż. Roger Vadim
- 1959 – Gorączka w El Pao (La fièvre monte à El Pao), reż. Luis Buñuel